# RASPBERRY
『RASPBERRY』（ラズベリー）は、ソフトバンクパブリッシングから刊行されていた美少女ゲーム雑誌。
2001年7月から2004年6月まで、Vol.1 - Vol.6は季刊、Vol.7以降は隔月で刊行された。初期の誌面からは『電撃G's magazine』（メディアワークス）を意識した作りが感じられるが、後期はドリームキャストのソフトリリースが減少したことなどもあり、パソコン用のアダルトゲーム（但し、全年齢対象の雑誌であるため性的な画面写真やイラストは掲載されていない）の記事が中心になった。Vol.12以降、毎号CD-ROMが付録で添付されていたことも特徴。
また、ゲームと直接関係の無い萌えアニメの情報も掲載されておりOVA「ナースウィッチ小麦ちゃんマジカルて」専門のコーナーや同作のキャラクターデザイナー・渡辺明夫の漫画が連載されていた。
読者参加企画「ゴー学☆R」はキャラクターデザインに七尾奈留を起用したり、兄弟誌『BLUEBERRY』連載の「ゴー学★B」との連動企画として鳴り物入りで連載されていたが、連載当時はTSFというジャンルが現在ほど広く認知されていなかったこともあり、大きな盛り上がりを見せることも無く終了した。
最終号となったVol.17の編集後記では大幅リニューアルを示唆する記述も見られるが、これは実現しなかった。理由は明らかにされていない。
なお、本誌で連載されていた風上旬の「入院患者クランケちゃん」は一部でカルト的な人気を博している。

## BLUEBERRY
2003年3月発売のBL系ゲーム情報誌。『RASPBERRY』の読者参加企画「ゴー学☆R」の連動企画「ゴー学★B」が掲載されていたが、結局1号しか発行されなかった。